# بیمارستان سنتیناری
بیمارستان سنتیناری (انگلیسی: Centenary Hospital؛ معنای لغوی: بیمارستان سده) نام یک بیمارستان در منطقهٔ اسکاربرو در شهر تورنتو است که در ۱ ژوئیه ۱۹۶۷ افتتاح شد به افتخار یک‌صد سالگی کشور کانادا «سنتیناری» (سده) نامیده شد. این بیمارستان یکی از زیرمجموعه‌های شبکه سلامت اسکاربرو است.